# Liste der Monuments historiques in Hondschoote
Die Liste der Monuments historiques in Hondschoote führt die Monuments historiques in der französischen Gemeinde Hondschoote auf.

## Liste der Bauwerke
| Bezeichnung     | Beschreibung              | Standort | Kennzeichnung | Schutzstatus | Datum | Bild           |
| --------------- | ------------------------- | -------- | ------------- | ------------ | ----- | -------------- |
| Kirche St-Vaast | Erbaut im 16. Jahrhundert | (Lage)   | PA00107551    | Classé       | 1984  | weitere Bilder |
| Hôtel de Ville  | Erbaut im 16. Jahrhundert | (Lage)   | PA00107552    | Classé       | 1910  | weitere Bilder |
| Moulin du Nord  | Mühle                     | (Lage)   | PA00107553    | Inscrit      | 1977  | weitere Bilder |

## Liste der Objekte

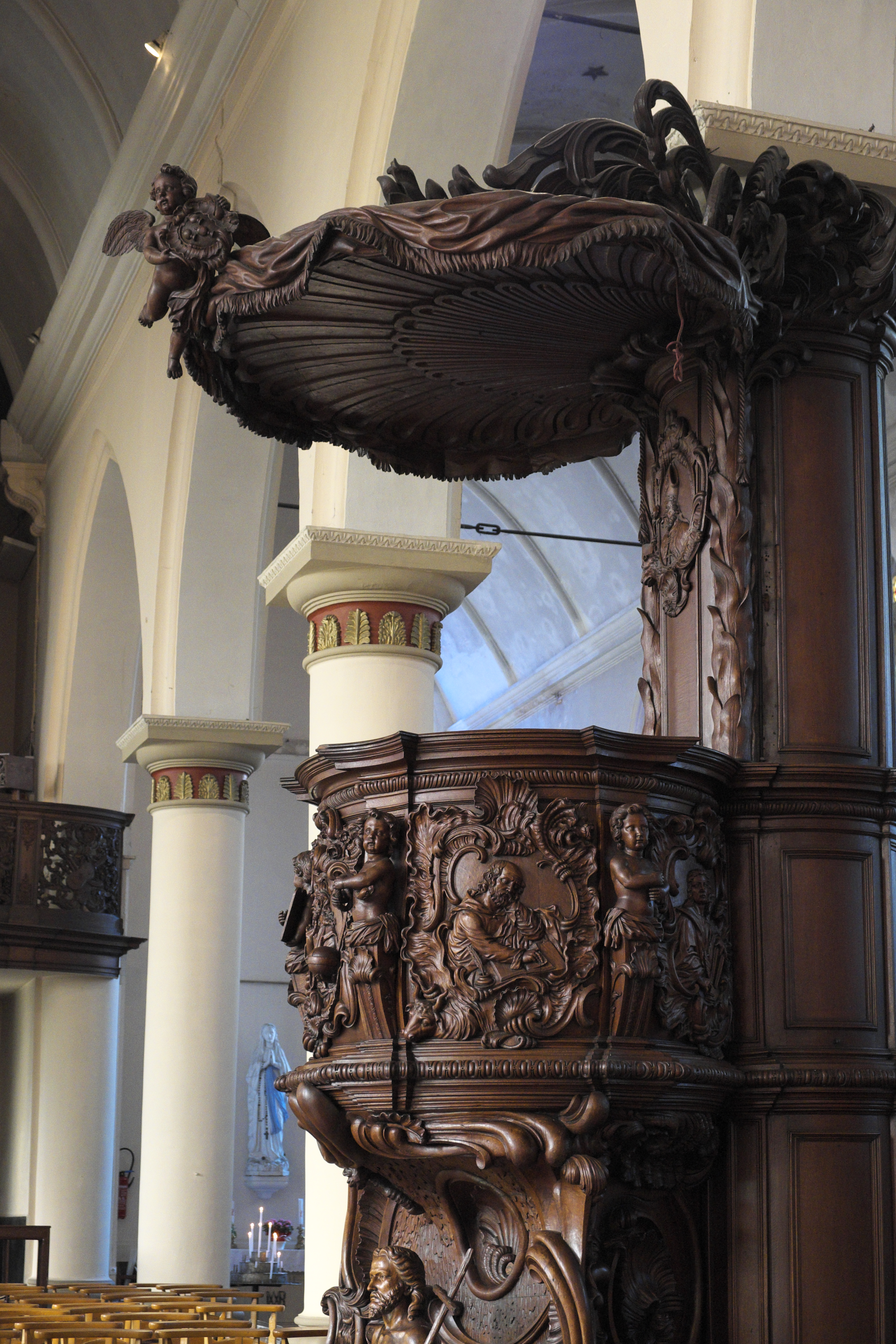
Kanzel in Hondschoote

- Monuments historiques (Objekte) in Hondschoote in der Base Palissy des französischen Kultusministeriums

Siehe auch: Kanzel (Hondschoote)